# Dead (cantante)
(Per Yngve Ohlin, citato in Slayer VI, 1988)
Dead, pseudonimo di Per Yngve Ohlin (Västerhaninge, 16 gennaio 1969 – Kråkstad, 8 aprile 1991), è stato un cantautore svedese, membro del gruppo musicale norvegese Mayhem.

## Biografia

### Infanzia
Per "Pelle" Yngve Ohlin nacque a Österhaninge (la zona ovest di Västerhaninge) giovedì 16 gennaio 1969, primogenito di Anita Forsberg e Lars Ohlin; dopo di lui nacquero la sorella Anna e il fratello Anders. Durante l'infanzia soffrì di apnea centrale nel sonno. I genitori divorziarono. A 13 anni subì un'emorragia interna, causata dalla rottura della milza in seguito ad un incidente su un lago ghiacciato (tuttavia il fratello in un'intervista affermò che ciò avvenne a causa di un episodio di bullismo di cui fu vittima). I medici riuscirono a rianimarlo, nonostante inizialmente l'avessero dichiarato clinicamente morto e da allora ricorda di aver avuto una esperienza di pre-morte, nel quale vedeva tunnel di luce e vari colori. Ricordava di essere entrato nella luce e che quella zona non poteva essere varcata da mortali.
Questo episodio segnò drasticamente la sua vita, poiché probabilmente fu affetto dalla sindrome di Cotard, ma non c'è nessuna conferma ufficiale di una malattia mentale. Dal padre ebbe il fratellastro Daniel.
Negli anni a seguire fu descritto come un ragazzo introverso e malinconico, attratto morbosamente dalla morte. Da giovane, secondo una sua dichiarazione, ascoltava molti gruppi heavy metal come Iron Maiden e Metallica. La sua passione per la musica lo porterà a fondare i Morbid. Fonte d'ispirazione per la sua musica erano i film splatter, come La Casa e Cannibal Ferox, due dei suoi film preferiti.

### Morbid
Nel 1986 fondò i Morbid, inizialmente si facevano chiamare Scapegoat un anno prima, con John "Gehenna" Lennart, che conobbe grazie ad un negozio di dischi molto famoso a Stoccolma, l'Heavy Sound, TG alle chitarre, Jens "Dr. Schitz" Näsström al basso e L-G "Drutten" Petrov alla batteria. Due anni dopo, il 5 ed il 6 dicembre registrarono la demo December Moon. Dead si fece immediatamente notare per le qualità vocali e per il proprio inquietante aspetto: è stato uno dei primi a introdurre il face paint tra i musicisti black metal ed è accreditato anche come inventore del termine stesso "corpse paint", che diventerà in seguito un simbolo distintivo del black metal. Conquistata una moderata fama, decise di contattare Metalion, fondatore degli Slayer Magazine, una rivista Death metal nel quale recensiva i gruppi della scena, e amico dei Mayhem, che in quel periodo erano in cerca di un cantante. Successivamente Necrobutcher, bassista dei neonati Mayhem, ricevette un pacco contenente una lettera, una cassetta, un topo crocifisso e alcune sue foto. Il leader Euronymous ne rimase così affascinato da volerlo immediatamente nella propria band.

### Mayhem
Con l'arrivo di Dead, nel gennaio 1988, i Mayhem diversificarono il loro stile, rendendo la loro musica ancor più feroce e le tematiche dei testi passarono dallo splatter degli esordi ad altri argomenti come satanismo, oscurità, paganesimo, depressione e paranormale. Il gruppo fece numerosi concerti in Europa, anche se la voce di Dead nella discografia ufficiale è presente solo nella registrazione di un concerto a Lipsia, chiamato appunto Live in Leipzig e pubblicato nel 1993, e in Live in Zeitz, Live in Jessheim e Live in Sarpsborg, tre concerti registrati nel 1990 usciti anni dopo in versione ufficiale su etichetta Peaceville Records. Si vocifera anche di un altro live ad Annaberg, sempre in Germania, ma non si sa molto al riguardo. Inoltre i Mayhem hanno partecipato ad un altro concerto, questa volta in Turchia a Smirne il 9 dicembre dello stesso anno, ma dovettero interrompere la loro esibizione per l'arrivo della polizia a causa del coprifuoco dopo il tramonto, dopo il quale era vietato suonare.
Le uniche registrazioni in studio dei Mayhem con Dead alla voce sono il bootleg A Tribute to the Black Emperors e la raccolta di prove in studio conosciuta come Out from the Dark, distribuita dopo la sua morte. Dead contribuì ad accrescere la fama della band eseguendo esibizioni macabre e scellerate: nel febbraio 1990, a Jessheim durante un concerto Dead si sfregiò il corpo al fine di allontanare i poser lì presenti; le ingenti perdite di sangue gli procurarono la perdita dei sensi e venne immediatamente ricoverato in ospedale. In seguito dichiarò:
Dead era inoltre noto poiché usava seppellire i propri vestiti e dissotterrarli prima dei concerti, per ottenere un aspetto il più simile possibile a quello di un cadavere; giunse addirittura a chiedere di essere lui stesso sepolto. Durante un tour con i Mayhem, trovò un corvo putrefatto lungo la strada e decise di conservarlo in una busta di plastica, per poter sentire l'odore della morte quando ne avesse sentito il bisogno. L'ossessione per la morte lo portava ad assumere atteggiamenti che resero in poco tempo i Mayhem una band leggendaria: Dead varcò il confine tra le parole e i fatti, cambiando irreparabilmente la mentalità della nascente scena blackster scandinava.

### La morte
Col passare del tempo, la sua ossessione per la morte e l'odio verso un mondo al quale riteneva di non appartenere, fecero peggiorare il suo stato mentale. A causa della sindrome di Cotard riteneva di essere già morto e di vivere soltanto un brutto incubo. La copertina dell'album Live in Leipzig riporta parte della sua nota d'addio suicida: «Jag är inte en människa. Det här är bara en dröm, och snart vaknar jag. Det var för kallt och blodet levrades hela tiden» ("Non sono un essere umano. Questo è solo un sogno e presto mi risveglierò. Faceva troppo freddo ed il sangue continuava a coagularsi")
L'8 aprile del 1991 Bård Faust ed Euronymous si allontanarono dalla propria abitazione vicino a Kråkstad, lasciando Dead in casa da solo. Il cantante si suicidò, tagliandosi la gola e le vene ai polsi e poi sparandosi un colpo di fucile alla fronte. Prima di uccidersi, il cantante lasciò un messaggio che iniziava con la frase "Ursäkta blodet" ("scusate per il sangue"), e alcuni fogli contenenti il testo di Life Eternal, pubblicata in seguito, nel 1994, all'interno dell'album De Mysteriis Dom Sathanas. Dopo l'accaduto, Euronymous fece ritorno a casa, entrando dalla finestra della stanza del cantante in quanto la porta era chiusa e l'unica chiave la aveva Dead. Trovando il suo collega deceduto, Euronymous, prima di chiamare la polizia, si recò al negozio più vicino per comprare una macchina fotografica con lo scopo di fotografare il corpo del ragazzo e solo successivamente chiamò le forze dell'ordine.
Euronymous distribuì parti del cranio come reliquie per onorare la sua memoria a musicisti che considerava degni (tra cui Bård Faust, Metalion e Morgan Steinmeyer Håkansson). Dopo che Hellhammer ebbe sviluppato le fotografie, Euronymous inizialmente promise che le avrebbe distrutte, ma alla fine non lo fece. Le tenne in una busta nel suo negozio Helvete. Presumibilmente, Euronymous inviò una delle foto a Mauricio "Bull Metal" Montoya, proprietario della Warmaster Records in Colombia, che la utilizzò per la copertina del bootleg Dawn of the Black Hearts, pubblicato nel 1995.

Pelle.

Pelle.

Non me ne sono uscito con questa cosa adesso, ma diciassette anni fa.»
(Per "Pelle" Yngve Ohlin, in arte Dead)
Il suicidio di Dead causò la rottura dei rapporti di amicizia tra Euronymous ed alcuni dei suoi amici, che rimasero disgustati dal suo atteggiamento nei confronti di Dead prima della sua morte, e dal suo comportamento dopo l'evento. Necrobutcher chiuse i rapporti con lui e lasciò i Mayhem. Manheim insinuò il sospetto che Euronymous avesse volutamente lasciato Dead da solo in casa, così che potesse mettere in atto il suo intento suicida. La morte di Dead fu uno spartiacque e causò un "cambio di mentalità" nella scena black metal norvegese, diventando un elemento catalizzante nello svolgimento degli eventi criminosi futuri perpetrati da alcuni dei suoi membri.
Stian Johannsen ("Occultus"), che sostituì per un breve lasso di tempo Dead come vocalist dei Mayhem dopo il suo suicidio, disse di lui:
Per Yngve Ohlin detto "Dead" è stato sepolto nel cimitero di Osterhaninge Kyrka nei pressi di Västerhaninge.

## Personalità
In molte interviste, alcuni colleghi musicisti di Dead lo descrissero come un individuo molto introverso, al limite del patologico e con vari comportamenti borderline. Il batterista dei Mayhem Jan Axel "Hellhammer" Blomberg descrisse Dead "una personalità molto strana [...] depressa, malinconica, e tetra". Øystein "Euronymous" Aarseth una volta disse: «Onestamente penso che Dead sia pazzo. In quale altro modo puoi descrivere un tizio che non mangia, per farsi venire le piaghe da denutrizione? O che indossa una t-shirt con degli annunci funebri sopra?». L'ex batterista dei Mayhem Kjetil Manheim disse a posteriori che la personalità di Dead era accostabile a quella di Marvin l'androide paranoico, un personaggio della serie Guida galattica per gli autostoppisti.
Secondo l'ex batterista degli Emperor Bård "Faust" Eithun:
(Bård Faust)

## Discografia

### Morbid
- Rehearsal 07/08/1987 (Demo) - 1987
- December Moon (Demo) - 1987
- A Tribute to the Black Emperors (split Morbid/Mayhem) - 1994
- Year of the Goat - 2011

### Mayhem
- Live in Leipzig - 1993 (registrazione del 1990)
- A Tribute to the Black Emperors (split Morbid/Mayhem) - 1994
- Dawn of the Black Hearts (bootleg) - (registrazione del 1991, pubblicato nel 1995)
- Out from the Dark - 1996
- Live in Zeitz - 2016 (registrazione del 1990)
- Live in Jessheim - 2017 (registrazione del 1990)
- Live in Sarpsborg - 2017 (registrazione del 1990)